# Szkółkarstwo leśne

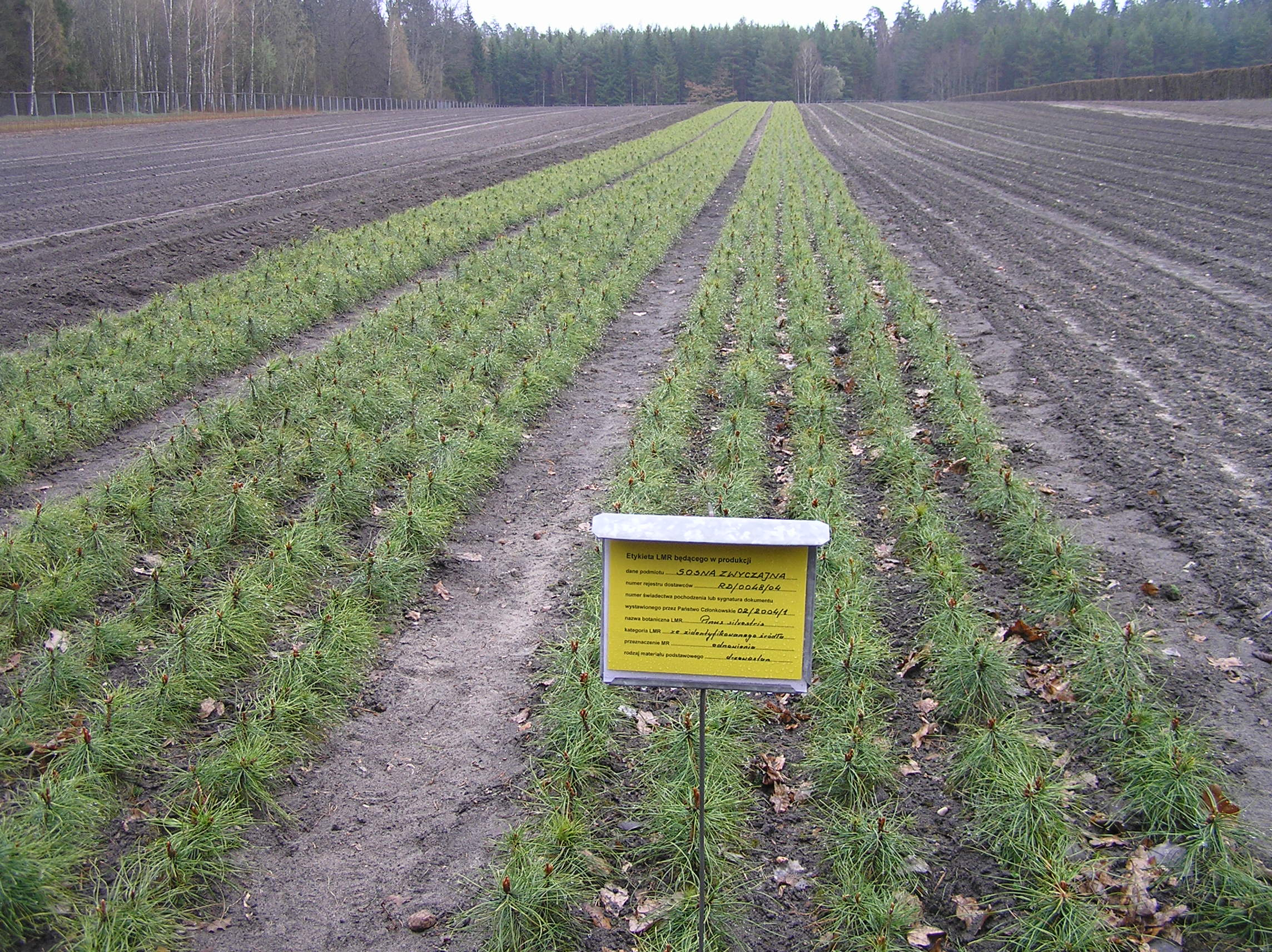
Szkółka leśna

Szkółkarstwo leśne – dział hodowli leśnej zajmujący się produkcją materiału sadzeniowego. 
Materiał sadzeniowy dla potrzeb gospodarstwa leśnego produkowany (hodowany) jest w szkółkach.
Zgodnie z obowiązującym nazewnictwem szkółki dzieli się na:
- szkółki leśne małe, duże i zespolone, gdzie produkowany jest:
  - materiał sadzeniowy drzew i krzewów, jednoroczny lub kilkuletni, nieszkółkowany lub szkółkowany, przeznaczony do odnowień, zalesień, plantacji drzew leśnych, poprawek, uzupełnień, dolesień i wprowadzania podszytów,
  - materiał sadzeniowy do specjalnych celów hodowlanych, zgodnie z wymaganiami odbiorcy,
  - materiał wyjściowy do rozmnażania w tzw. matecznikach selekcyjnych i gospodarczych,

- szkółki zadrzewieniowe, gdzie produkowany jest zasadniczo materiał sadzeniowy kilkuletni, przeznaczony do zadrzewień głównie w miastach, osiedlach, wsiach, zadrzewień nieużytków, brzegów rzek, strumieni, rowów i kanałów, jezior, stawów, dróg, nasypów, wąwozów, jarów jak również do zadrzewień terenów poprzemysłowych.

Ze względu na okres prowadzenia produkcji szkółkarskiej w oznaczonym miejscu rozróżnia się:
- szkółki czasowe, których okres użytkowania nie przekracza 4–5 lat, zakładane w pobliżu zrębów zupełnych lub powierzchni przeznaczonych do zalesienia. Po spełnieniu swojego zadania ulegają one likwidacji,
- szkółki stałe, których okres użytkowania wynosi wiele lat i są to przeważnie szkółki duże lub zespolone.

Również ze względu na sposób i miejsce prowadzenia produkcji szkółkarskiej można rozróżnić:
- szkółki otwarte – usytuowane na powierzchni otwartej bądź na powierzchni celowo pozbawionej górnej osłony drzewostanu macierzystego. w szkółkach otwartych produkuje się sadzonki gatunków o dużych wymaganiach w stosunku do światła.
- szkółki podokapowe (pod osłoną drzewostanu macierzystego) – prowadzone głównie dla produkcji sadzonek drzew wymagających osłony bądź przed zbyt silnym nasłonecznieniem, bądź ochrony przed ujemnym oddziaływaniem niskich temperatur i mroźnych, suchych wiatrów. Szkółki podokapowe zakłada się rzadko, gdyż związane to jest z trudnościami z uprawą i pielęgnowaniem gleby pomiędzy drzewami oraz braku możliwości mechanizacji prac szkółkarskich.
- szkółki samosiewne (dzika szkółka) – zakłada się wykorzystując pojawiający się masowo nalot. Mogą być zakładane na otwartej przestrzeni, głównie w wypadku gatunków tzw. lekkonasiennych np. brzozy, osiki, olszy, modrzewia lub pod osłoną drzewostanu i w tym wypadku będzie to szkółka gatunków tzw. ciężkonasiennych jak jodły, buka, dębu.